# سيدي معروف (الدار البيضاء)
سيدي معروف هو الحي التجاري الجديد في مدينة الدار البيضاء، والذي يعرف نموا سكانيا مطّردا، بفعل المشاريع السكن في المنطقة، وهذا النمو السكاني المطرد يضم في طياته تناقضات سكانية واجتماعية وعمرانية مختلفة، تتجلى بوضوح في تواجد كل أنواع مظاهر السكن في نفس الحي، بين السكن الراقي والسكن الاقتصادي والسكن العشوائي والسكن القديم المتآكل، ولازال تسرطن وانتشار أحياءالصفيح قائما وما يرافقه من انتشار العشوائيات في النشاطات اليومية بالمجال المعني، ومن مظاهرها العربات المجرورة بالدواب وتفشي في مواقع مختلفة.
ورغم الأوامر التي تصب في هذا الإتجاه من العاهل المغربي مباشرة لضبط ومراقبة عملية الانتشار العشوائي غير القانوني، في محاولة لطي هذه الصفحة التي تؤثر على العملية التنموية للمغرب بشكل عام، وذلك بسبب تغاضي السلطات المحلية عن تفشي عامل الرشوة بين أعوان السلطة والمتاجرة في الأرقام والأعداد المضبوطة، وفي أحيان كثيرة إضافة مساكن عشوائية في جنح الليل بالإتفاق مع الراشي.
ومن جهة أخرى لا يزال يغلب على المنطقة في حدودها الجنوبية مظاهر الطابع القروي، حيث لاتزال العربات المجرورة بالدواب تجول وتصول في الطرقات المخصصة لحركة السير الحضرية ورغم كل هذا تنتشر المنازل العصرية التي يطابق تصميمها المنازل العصرية الموجودة في دبي وهونغ كونغ ولندن.

## الموقع
ويقع حي سيدي معروف في منتصف الطريق بين مطار محمد الخامس الدولي ومركز الدار البيضاء، في السنوات الاخيرة وضعت العديد من الشركات متعددة الجنسيات مقارها في هذا المجال الجنوبي الإستراتيجي الجديد، والذي لا يزال ينمو بشكل مطرد إداريا وبشريا وصناعيا، وعلى الواجهة الخارجية التي تحد منطقة كاليفورنيا حيث تضم بعض المعاهد وكذا الجامعة الدولية للدارالبيضاء والمقرات الشاركات ومبان عصرية ومجمّعات تجارية كبرى «كمرجان» و «كيتيا جيان» و «موبيليا» وغيرها من المجمعات التجارية، وفي النقاط الداخلية يغلب عليه طابع العشوائية على مستوى التهيئة المجالية.

## شركات موجودة
- أكسنتور (Accenture)
- أركوس (Archos)
- أتوس
- كابجيميني
- سيتي بنك (Citibank)
- كوكا كولا (Coca-Cola)
- ديل (Dell)
- دي إتش إل إكسبريس (DHL)
- هواوي (华为)
- Inter mutuelles assistance
- آي بي إم (IBM)
- جيت فور يو(Jet4you)
- مجموعة إل جي (LG Corporation)
- Logica
- أورنج (Orange)
- أوراكل (Oracle Corporation)
- PETROM
- شنايدر إليكتريك
- شركة شل للنفط (Shell)
- فاليو
- إنوي
- نوكيا (Nokia)
- MITC (Moroccan Information Technopark Company)
- IB Maroc
- Phoning System
- PROMAGRI
- Holcim MAROC,
- ECOVAL MAROC
- Intelcia group
- برايس وتر هاووس كوبرز (PwC)
- ديلويت (Deloitte)
- Neo data
- Navimar
- Cotrama

## المشاكل
يشبّه بعض الدارسين منطقة سيدي معروف بالغابة الإسمنتية التي تزداد كثافة ًمع مرور الوقت، حيث تكاد تنعدم المجالات الخضراء والملاعب ودور الشباب، وغياب تهيئة فاعلة وحكيمة، إضافة إلى ضعف التواجد الأمني، وهذا الأمر هو تكرار لنفس الدوامة والأخطاء التي عرفتها الأحياء الشعبية الداخلية لمدينة الدار البيضاء في وسط المدينة، مما يجعلها قابلة لتعشيش الجريمة واحتضانها، حيث باتت تعرف نموّا غير مسبوق بشكل متصاعد، أمام تزايد العجز والاحتواء من طرف المسؤولين للخروج بسياسة أمنية مُجدية تكبح تطور ظاهرة الجريمة في حي سيدي معروف والدار البيضاء بشكل عام.